# 夏嘉懋
夏嘉懋（Margaret Ha），籍貫上海，香港時裝設計師。
夏嘉懋中學曾於拔萃女書院就讀，其後於香港理工學院(即今日的香港理工大學)完成設計學課程，成為時裝設計師。夏嘉懋曾為一些企業，例如香港賽馬會及利苑酒家設計員工制服；亦曾拍過廣告，及為報章、雜誌撰寫時裝評論。
- 夏嘉懋為Barbie展揭幕 （页面存档备份，存于）
- 我想套制服出街！